# João Bosco de Freitas Chaves
João Bosco de Freitas Chaves, noto come Bosco (Escada, 14 novembre 1974), è un allenatore di calcio ed ex calciatore brasiliano, di ruolo portiere.

## Palmarès

### Giocatore

#### Competizioni statali
- Campionato Pernambucano: 6

Sport Recife: 1996, 1997, 1998, 1999, 2000, 2003
- Copa do Nordeste: 1

Sport Recife: 2000
- Copa Sul-Minas: 1

Cruzeiro: 2001
- Campionato Cearense: 1

Fortaleza: 2005

#### Competizioni nazionali
- Campionato brasiliano: 3

San Paolo: 2006, 2007, 2008

#### Competizioni internazionali
- Coppa del mondo per club: 1

San Paolo: 2005